# Küçük Mehmed Said Pascià
Pascià Küçük Mehmed Said (turco ottomano: محمد سعيد پاشا, noto anche come Küçük Said Pascià ("Said Pascià il piccolo") o Şapur Çelebi o nella sua giovinezza come Mabeyn Başkatibi Said Bey (Erzurum, 1838 – Costantinopoli, 10 gennaio 1914) è stato un politico ottomano.
Fortemente monarchico, fu anche senatore, statista e direttore del quotidiano turco Jerid-i-Havadis. Era tra gli statisti non amati dal CUP, il partito politico che salì al potere dopo il colpo di Stato ottomano del 1913.

## Biografia
Divenne primo segretario del sultano Abdul Hamid II poco dopo la salita al trono del sultano e si dice che abbia contribuito alla realizzazione del progetto di sua maestà di concentrare il potere nelle proprie mani; in seguito divenne successivamente ministro degli interni e poi governatore di Bursa, raggiungendo la carica di gran visir nel 1879. Fu gran visir altre sette volte sotto Abdul Hamid II, e una volta sotto il suo successore, Mehmed V. Era noto per la sua opposizione all'estensione dell'influenza straniera in Turchia.
Nel 1896 si rifugiò presso l'ambasciata britannica a Costantinopoli e, sebbene allora assicurato della sua libertà e sicurezza personale, rimase praticamente prigioniero nella sua stessa casa. È tornato temporaneamente alla ribalta durante la rivoluzione del 1908. Il 22 luglio successe a Mehmed Ferid Pascià come gran visir, ma il 6 agosto fu sostituito dal più liberale Kâmil Pascià, su insistenza dei giovani turchi. Sempre nel 1908, Mehmed Said Pascià acquistò il famoso porticato di Istanbul nel quartiere di Beyoğlu, oggi noto come Çiçek Pasajı ("Passaggio dei fiori"). Il nome moderno divenne comune negli anni '40; durante la proprietà di Mehmed Said Pascià negli anni 1900 e 1910, la galleria coperta era conosciuta come Sait Paşa Pasajı ("Passaggio Said Pascià").
Durante la crisi italo-turca del 1911-1912, fu nuovamente chiamato Gran visir. Fu nuovamente rimosso dal potere dagli Ufficiali del Salvatore (che sostenevano il Partito Libertà e Accordo (Unione Liberale) contro il Comitato Unione e Progresso) e sostituito da un nuovo gabinetto sostenuto dagli Ufficiali e dal Partito Libertà e Accordo. Il CUP tornerà al potere, comunque, l'anno successivo dopo il colpo di stato ottomano del 1913.